# متحف رومل
متحف رومل هو متحف عسكري يقع بمحافظة مطروح

## المتحف
المتحف عبارة عن كهف اتخذة القائد النازي إرفين رومل مقراً لقيادته أثناء خطة النازيين للسيطرة على مصر وقناة السويس.
الكهف يأخذ شكل قوس وله مدخل ومخرج عند طرفيه عند شاطئ البحر ويرجع تاريخ هذا الكهف المحفور في باطن الجبل إلى العصر اليوناني الروماني.كان الكهف مهجورًا حتى عام 1977، ثم بدأت محافظة مطروح في التجهيز وإعداد الكهف بأن يكون مزارًا سياحيا، وفي عام 1988 جاءت فكرة إنشاء متحف داخل كهف، وتزويده بعدد من الأغراض المتعلقة بالحرب العالمية الثانية، وقام مانفريد رومل ابن القائد النازي بإهداء عدد من مقتنيات والده للمتحف.
تم إغلاق المتحف في عام 2010 لدواعى أمنية بناءًعلى توصيات من الدفاع المدني والحريق لحين الانتهاء من أعمال الترميم والتطوير. تم إعادة ترميم وتطوير المتحف وتم افتتاحه مرة أخرى في 25 أغسطس 2017 شملت أعمال التطوير تنفيذ سيناريو عرض متحفي جديد، وتغيير منظومتي الإضاءة والتأمين ووضع كاميرات جديدة للمراقبة وتدعيم جدران الجبل بكانات حديدية.
يضم المتحف مجموعة من الأسلحة الحربية التي استخدمت خلال الحرب العالمية الثانية، والخريطة التفصيلية لمعركة «الغزالة» والمعطف الجلدى والسلاح الشخصي لرومل، والمنظار الخاص به، ويضم المتحف البوصلة والخرائط التي تحوى ملاحظات رومل بخط يده، إضافة إلى بعض نياشينه وقلاداته العسكرية التي منحها له أدولف هتلر.